# Dark Is the Sun
Dark Is the Sun (Întunecat e Soarele) este un roman științifico-fantastic al scriitorului american Philip José Farmer, care a fost publicat pentru prima dată în 1979 de Del Rey/Ballantine. Acesta spune povestea oamenilor și a creaturilor lăsate pe Pământ atunci când Soarele este mort și universul se îndreaptă spre Big Crunch. 

## Prezentare
Până în anul 15 miliarde AD, speciile Pământului au evoluat până la punctul de a fi super-selectate pentru un anumit scop. Fiecare formă are un reprezentant sensibil: animal, plantă și mineral. Împerecherea ființelor simțitoare, inclusiv a oamenilor, este controlată de utilizarea „ouălor sufletului”, care sunt date la scurt timp după naștere, purtate la gât și ținute până când cele aparținând unui potențial partener se vor sincroniza ca model și culoare pentru a aproba căsătoria.  
De multe ori, de-a lungul istoriei Pământului, planeta s-a confruntat cu sfârșitul său, dar de fiecare dată când s-a produs acest eveniment, omenirea se afla într-un moment culminant al inteligenței și a putut să salveze Pământul de la anihilare.  
Când Soarele a murit, au aprins Luna, iar mai târziu, când Luna a murit, Pământul a fost mutat în siguranță în altă parte. Dar acum moartea Pământului se apropie într-o perioadă în care nivelurile tehnologice ale umanității sunt la un nivel scăzut. 
Povestea începe cu Deyv, un om, care este nevoit să părăsească tribul său, Turtle Tribe, pentru că nu poate găsi un partener. După ce și-a părăsit tribul pentru a găsi un posibil partener dintr-un trib îndepărtat, Deyv se confruntă cu diverse probleme și ajunge să-l întâlnească pe omul-plantă Sloosh și pe o femeie plină de energie pe nume Vana. Se descoperă că tuturor celor trei li s-au furat ouăle de suflet de către Yawtl, un tip ca o vulpe, și încep o misiune de a-și urmări ouăle de suflet și de a le recupera. Căutarea lor îi aduce în pustiul Jeweled, casa ființei Shemibob, o ființă veche de sex feminin dintr-o altă stea care știe că moartea Pământului este aproape și deține singura cheie pentru a-l scăpa. 

## Recepție
Thomas M. Disch s-a trezit în imposibilitatea de a termina de citit romanul, descriindu-l ca fiind „destinat cititorilor de viteză a căror atenție de mare viteză va construi din asfaltul prozei o lume cu rezoluție redusă; nu un roman, ci un vis de lectură de remediere."

## Vezi și
- 1979 în științifico-fantastic